# Teodora Ducaina Selvo
Teodora Anna Ducaina, in greco Θεοδώρα Δούκαινα?, da sposata Teodora Ducaina Selvo (Costantinopoli, 1058 – Venezia, dopo il 1075) è stata una principessa bizantina e dogaressa di Venezia come moglie del doge Domenico Selvo.

## Biografia
Era la figlia dell'imperatore bizantino Costantino X Dukas e della sua seconda moglie Eudocia Macrembolitissa. Dopo il 1071 divenne moglie di Domenico Selvo, Doge di Venezia, che ricevette per l'occasione il titolo di protoproedos.
Poiché è menzionata come viva nell'opera di Michele Psello (1075), si presume che sia morta dopo quest'ultima data. Non si sa se avesse figli, e non è menzionata diversamente.

## Confusione con Maria Argira
Pier Damiani, vescovo di Ostia, nel suo "De Veneti ducis uxore quae prius nimium delicata, demum toto corpore computruit" ("Della moglie del doge veneziano, il cui corpo, dopo la sua eccessiva delicatezza, è completamente marcito") su un'anonima principessa bizantina i cui modi considerava scandalosamente sontuosi e che le procurarono una morte orribile come punizione divina. Riferì che non accettava di fare il bagno in acqua comune, ma che pretendeva che venisse raccolta per lei la rugiada mattutina, che rifiutava di mangiare con le mani com'è era allora consuetudine, ma che si faceva tagliare il cibo dagli eunuchi che poi la imboccavano con una forchetta d'oro e che spendeva cifre folli per incensi, oli e profumi, e dichiarò che la peste che la colpì fosse una punizione divina. 
Questa donna è stata erroneamente identificata (dalla morte di Damiano nel 1072) con la moglie di Domenico Selvo dai successivi cronisti veneziani (tra cui Andrea Dandolo e Marin Sanudo il Giovane), seguiti da vari autori moderni; tuttavia dall'opera in cui il capitolo di Damiano è contenuto, datata ca. 1059, il testo si riferisce probabilmente a Maria Argira, morta mezzo secolo prima.